# 持続的交通安全
持続的交通安全（じぞくてきこうつうあんぜん、蘭：Duurzaam Veilig Verkeer）、または持続的安全（じぞくてきあんぜん、蘭：Duurzaam Veilig）とは、オランダの様々な行政機関による道路交通の安全性向上のための戦略である。
持続的交通安全は事故の予防に重点を置いている。持続的安全の導入以前は交通事故の被害軽減に主眼が置かれており、不安全な状況への対策は事故が起こってから行われることが多かった。この治療的アプローチも依然として必要ではあるが、現在では予防的アプローチである持続的安全と組み合わされている。

## 歴史
持続的安全の概念は1991年の第3次交通安全長期計画で初めて定義された。「持続的」との語は、将来の道路交通の安全性水準について目標を定め、それを達成する狙いを指している。政府の目指すこの未来像を強固にすべく、1997年12月、持続的交通安全の立ち上げ計画に次の団体が調印した：
- 交通水管理省（オランダ語版）
- 州協議会（Interprovinciaal Overleg, IPO）
- Samenwerkende Kaderwetgebieden Verkeer en Vervoer (SKVV)
- オランダ基礎自治体協会（オランダ語版）
- 水管理委員会組合（Unie van Waterschappen, UvW）

オランダのほぼ全ての道路当局が協定に合意したことになる。

## 持続的安全の原則
持続的安全のビジョンにはいくつかの原則がある。道路交通安全研究機構によれば次の5原則が科学的研究で裏付けられている：
- 機能性（functionaliteit）
- 均質性（homogeniteit）
- 識別可能性（herkenbaarheid）
- エラー耐性（vergevingsgezindheid）
- 状態認知（statusonderkenning）

機能性は、どの道路も特定の一つの機能に合わせて設計することを意味する。例えばストローム道路（stroomweg）は交通を滞りなく流すためのものであり、住宅地へはアクセスさせない。エルフトゥーハンス道路（erftoegangsweg）は住宅の敷地や駐車場にアクセスするためのものであり、通過交通向けではない。
均質性は、質量、方向、速度の差を抑えることを意味する。低速であれば、例えば乗用車と自転車が同一の道路を安全に通行できる。しかし高速では、
- 道路の同一平面上に対向車がない（対向車とは中央分離帯などで構造的に分離されている）
- 交差方向の交通がない
- 低速の交通が自動車と同一平面上を通行していない（例えば車道から自転車道などが構造的に分離されている）

場合でなければ安全ではない。
識別可能性は、利用者が道路線形やロードスケープ（道路とその周辺環境からなる景観で、生活道路らしさ、幹線道路らしさなどの印象を決める）を容易に認識できることを指す。これは、道路デザインに予想外の要素を含めないことや、道路利用者に望ましい（路線の機能分類に相応しい）行動を道路デザインで促すことを意味する。
持続的安全の改訂版ではエラー耐性の原則が追加された。前述の3原則だけでは道路利用者が犯す誤りの全ては防ぎ切れないことが判明したためである。しかし、他の道路利用者を予期したり、道路際にある樹木などの危険な物体を除去・遮蔽したりすることで、エラーに対処することはできる。不安全な状況が生じた時、エラー耐性があれば衝突を防止、ないし事故被害を軽減できる。エラー耐性は社会的エラー耐性と物理的エラー耐性に分けられる。社会的エラー耐性について道路交通安全研究機構は「他の交通参加者の潜在的な不安全行動を能動的に予期し、その不安全行動による否定的結果を防ぐか、少なくとも抑えられるよう対処すること」と定義している。物理的エラー耐性はインフラストラクチャーとその周辺環境にヒューマンエラー耐性を持たせることである。
もう一つの新しい原則である状態認識は、交通に参加する能力の低下（例えば過労や飲酒）の認識に焦点を置いている。

## 手法
持続的交通安全に主に取り組んできたのは各道路当局ではあるが、インフラは持続的安全の一要素に過ぎない。安全な交通インフラの他にも、
- 安全な車両、例えばトラックの死角ミラー装着義務
- 安全上の効果がある新しい交通規則、例えばモペッド（最高速度が45km/hのbromfiets）の車道通行義務
- 交通参加者への啓発、例えば（飲酒運転対策キャンペーンの）Bob jij of Bob ik?
- 安全教育、特に若年層と高齢者に向けたもの
- 交通法の執行

がある。中でも交通法の執行と故意の違反者への断固たる対処は、初期の持続的安全ビジョンでは不十分な点だった。なお、オランダ検察は現場の道路が十分な安全性を備えていない場合は起訴を差し控えることがある。

## インフラストラクチャー
事故のほとんどはヒューマンエラーで起こる。そのため、ミスを犯す可能性がある人間という存在を起点に対策を考える。インフラの持続的安全という発想の根底には、道路利用者の振る舞いが明確に予想できてミスが防げるような形で道路を整備すべきという考えがある。これは前述の諸原則に基づいている：
- 機能性：　各々の道路はそれぞれ想定された用途で使われるべきである。
- 均質性：　速度、方向、または質量が大きく異なる交通参加者間の交錯は排除すべきである。
- 識別可能性：　交通環境を予測可能で一貫したものにすることで、交通参加者にとって論理的で理解しやすくすべきである。鍵になるのは統一性（例えばラウンドアバウト設計の統一性[注釈 1]）である。
- エラー耐性：　事故が発生しても重傷に至る事態を防ぐべきである（例えば路肩の舗装[注釈 2]）

これまで交通環境の大部分は識別可能とは程遠かった。過去には各自治体、各州で道路の設計が異なっていた。一つの自治体の中に異なるタイプのラウンドアバウトが存在することもあった。そうした状況において、CROWは今後の道路がどのようなものであるべきかのガイドラインを提供するという重要な役割を果たしている。いわゆる必須識別特徴を策定したことで、交通環境の差異は修正されていくと見られる。特に路面標示は今後多くの道路で修正が予想されるが、新しい路面標示は不明瞭さへの批判もあり、ロードスケープの安定を乱すことが懸念される。

## 分類
機能性の原則は、持続的安全のビジョンにおいて道路種別の明確な区別として具体化されており、互いに機能の異なる3種に分けられている：
- ストローム道路（Stroomwegen）
- フビーツオンツライティンス道路（Gebiedsontsluitingswegen）
- エルフトゥーハンス道路（Erftoegangswegen）

現在はほぼ全ての道路当局が管轄道路をこれら3種のいずれかに分類している。道路の分類計画は大抵、基礎自治体や州の交通政策の一部となっている。

### ストローム道路
平均速度の高い大量の交通を確実に捌くための道路。制限速度は地域ストローム道路（regionale stroomweg）が100 km/h、自動車高速道路（autosnelweg）が130 km/hである。流れが最重要な機能であり、低速車両、農耕車両は通行できず、持続的安全ビジョンでは平面交差を設けないものとされている。もう一つの欠かせない特徴は物理的なレーン分離、例えば両方向の交通を分離する中央分離帯である。しかし、地域ストローム道路に分類される多くの片側1車線の自動車専用道路は、物理的なレーン分離や立体交差といった必須構造を今後数年のうちに実現するための予算がない。これらの片側1車線の自動車専用道路では追い越しの抑制と道路種別の識別性確保のため、緑色の線を二重白線で挟んだセンターラインが用いられている。

### フビーツオンツライティンス道路
流れと（別の路線、別の道路階層への）乗り換えの両方の役割がある道路。住宅街、オフィス街、商店街などへのアクセスを維持する。交通の集散を担う道路ではあるが、そこに個々の敷地から直接出入りできる構造は、持続的安全の哲学では望ましくないとされている。制限速度は、郊外では80 km/h、市街地では50または70 km/hである。均質性の原則から、低速と高速の交通は互いに分離しなければならない。市街地では自転車レーンまたは自転車道、郊外では並行する自転車専用道路またはエルフトゥーハンス道路への分離が選択肢となる。フビーツオンツライティンス道路では遅い農耕車の混在も望ましくないことに留意が必要である。ただしモペッドの扱いは別で、市街地では車と、郊外では自転車と通行空間を共有させる。追い越しは（特に郊外路線では）望ましくなく、二重線による区分や乗り越え困難な中央分離帯との組み合わせが適切である。

### エルフトゥーハンス道路
個々の土地区画に安全にアクセスするための道路で、市街地では30 km/hゾーン、郊外では60 km/hゾーンとして知られる。全ての道路利用者（歩行者、自転車利用者、自動車運転者など）が同一の空間を使えるが、歩行者には歩道の形で通行空間が供用されることが多い。転回、乗降、貨物の積み下ろし、横断といった行動が安全にできる環境でなければならない。滞留機能が最も重要であるため、自動車の速度は交通の均質性の原則に合致するよう低く抑えなければならない。（フビーツオンツライティンス道路に比べて）低い速度を守らせるため、近年では様々な速度抑制策が実施されている。低い速度により通過交通が抑制され、居住者用（非通過交通向け）道路としてのエルフトゥーハンス道路の機能により沿ったものとなる。速度抑制の他は、自転車レーンや横断歩道といった交通安全策は原則として用いられない。

### デザイン要件
各道路種別にはそれぞれ固有のデザイン要件がある。それらの要件は時として活発な議論のテーマになる（例えば、ラウンドアバウトで自転車利用者に優先通行権を付与すべきか否か）。また、ある道路がどの種別に分類されるのかについても議論が起こることがあり、グレー道路と呼ばれている。しかし全体としては、持続的安全の原則がオランダ全土で統一的に適用されれば正の安全効果が得られると期待されている。